# Mar di Samar
Il mar di Samar è un mare interno delle Filippine, localizzato tra la regione di Bicol dell'isola di Luzon e la regione del Visayas Orientale.

## Confini
Il mar di Samar è delimitato dall'isola di Samar ad est, dall'isola di Leyte a sud, dall'isola di Masbate ad ovest, e dall'isola di Luzon a nord. Il mare è collegato a nord con il mar delle Filippine attraverso lo stretto di San Bernardino, a sudest con il golfo di Leyte attraverso lo stretto di San Juanico, a sudovest con il mar di Visayan e a nordovest con il mar di Sibuyan attraverso il passo di Masbate e il passo di Ticao. Al suo interno sono contenute le isole di Biliran, Almagro, Maripipi, Santo Niño, Daram e Tagapul-an.

## Caratteristiche
Il mar di Samar è stato interessato da una significativa degradazione delle risorse marine che ha assunto le caratteristiche di un ecocidio. Prima del 1981 esistevano 50 specie di pesci commerciali, ma nell'arco di 10 anni si sono ridotte a sole 10 specie a causa della sovrapesca e dei metodi di pesca distruttivi (come ad esempio la pesca con la dinamite). La quantità media di pesca giornaliera si è ridotta dai 30 kg negli anni 1960 agli 8 kg nel 1981, fino a calare a 3,5 kg nel 1991. Avendo esaurito i grandi pesci predatori, i pescatori sono passati alle specie ittiche più piccole, consentendo il proliferare delle popolazioni di meduse.
La deforestazione delle terre circostanti ha comportato l'incremento del limo dalle montagne private della vegetazione, soffocando le barriere coralline; solo il 5% di esse sono considerate in uno stato di salute accettabile. Un'altra conseguenza dell'elevato deposito di limo sono le maree rosse, le quali causano l'intossicazione da molluschi paralizzanti. La prima marea rossa attestata nelle Filippine venne identificata nel mar di Samar nel 1983 e da allora ha continuato a manifestarsi ad intervalli irregolari.